# Селемеева, Надежда Николаевна
Надежда Николаевна Селемеева (в девичестве Гордиенко) (1924, Троицкое, Пишпекский уезд — неизвестно) — колхозница, Герой Социалистического Труда (1948).

## Биография
Родилась в 1924 году в селе Троицкое. С 1938 года работала в сельскохозяйственной артели «Первое Мая». С 1939 года по 1949 год была звеньевой свекловодческого звена. С 1950 года была председателем исполкома Троицого Совета народных депутатов. С 1951 по 1963 год работала на Текелийском руднике. Позднее продолжила работу в колхозе «Первого мая», где работала контролёром электроэнергии.
Член КПСС с 1954 года. Избиралась депутатом Троицкого сельского совета и Талды-Курганского областного Совета.

## Трудовая деятельность
За доблестную работу в 1945 году получила медаль «За доблестный труд в Великой Отечественной войне 1941—1945 гг.». В 1947 году звено, руководимое Надеждой Гордиенко, собрало 844 центнеров сахарной свеклы с 4 гектаров и по 20 центнеров зерновых с каждого гектара. За этот доблестный труд Надежда Гордиенко была удостоена в 1948 году звания Героя Социалистического Труда.

## Награды
- Медаль «За доблестный труд в Великой Отечественной войне 1941—1945 гг.» (1945);
- Орден «Знак Почёта»;
- Герой Социалистического Труда — Указом Президиума Верховного Совета от 28 марта 1948 года.
- Орден Ленина (1948);

## Источник
- Герои Социалистического труда по полеводству Казахской ССР. — Алма-Ата. 1950. — 412 с.